# North Bend, Ohio
North Bend là một làng thuộc quận Hamilton, tiểu bang Ohio, Hoa Kỳ. Năm 2010, dân số của làng này là 857 người.

## Dân số
- Dân số năm 2000: 603 người.
- Dân số năm 2010: 857 người.